# Star Wars: Episodio V - El Imperio contraataca
Star Wars: Episodio V - El Imperio contraataca (título original en inglés: Star Wars: Episode V - The Empire Strikes Back; también conocida en español como La guerra de las galaxias: Episodio V - El Imperio contraataca y a veces conocida como Star Wars: El Imperio Contraataca) es una película del género space opera dirigida por Irvin Kershner y estrenada por primera vez en Estados Unidos el 21 de mayo de 1980. El guion, basado en una historia de George Lucas, fue escrito por Lawrence Kasdan y Leigh Brackett. Aunque en términos cronológicos internos sea la quinta película de la saga Star Wars, en realidad fue la segunda película de la saga en ser estrenada.
La ficción de la película se sitúa tres años después de la destrucción de la estación espacial de combate conocida como la Estrella de la Muerte, destrucción acaecida al final del episodio anterior, Una Nueva Esperanza, estrenada en el año 1977. En El Imperio contraataca Luke Skywalker, Han Solo, Leia Organa y el resto de la Alianza Rebelde son perseguidos por Darth Vader y las fuerzas de élite del Imperio Galáctico. En este episodio se desarrolla la historia de amor entre Han y Leia,  mientras que Luke aprende más sobre los caminos de la Fuerza de la mano del maestro Yoda. Con Han y Leia capturados por el Imperio, Luke luchará contra Darth Vader en una confrontación sin igual, pero Vader esconde una terrible revelación.
Tras una difícil producción, Star Wars: Episode V - The Empire Strikes Back fue estrenada el 21 de mayo de 1980 y fue un éxito de crítica, siendo muy a menudo calificada como la mejor película de la saga.
La película recaudó más de 538 millones de dólares en todo el mundo, convirtiéndola en la película más taquillera de 1980, y si se ajusta por la inflación la duodécima película más taquillera de la historia de los Estados Unidos.
La película fue remasterizada y reeditada con cambios y alteraciones en imagen y sonido en 1997, 2004, 2011 y 2020. En 2008 la revista Empire la ubicó en el tercer puesto de su lista de las 500 mejores películas de todos los tiempos. Fue incluida en el National Film Registry de la Biblioteca del Congreso de Estados Unidos en 2010.

## Argumento
Hace mucho tiempo en una galaxia muy, muy lejana [...] Es una época oscura para la Rebelión. Aunque la Estrella de la Muerte ha sido destruida, las tropas imperiales han obligado a las fuerzas rebeldes a dejar sus bases secretas y las han perseguido a través de la galaxia. [...] En una fuga de la temida Flota Imperial, un grupo de guerreros rebeldes liderado por Luke Skywalker ha establecido una nueva base secreta en la remota tierra congelada de Hoth. [...] Darth Vader, Señor del mal, obsesionado con encontrar al joven Skywalker, ha despachado al lejano espacio miles de sondas a control remoto...
Texto introductorio de Star Wars: The Empire Strikes Back

Street art by the Norwegian artist Dolk. Taken in Bergen in 2009.

Tres años después de que la Alianza Rebelde destruyera la primera Estrella de la Muerte en la Batalla de Yavin, el Imperio Galáctico comienza su contraofensiva desmantelando varias bases rebeldes a lo largo y ancho de la galaxia, obligando a los Rebeldes a huir a los rincones más alejados del espacio exterior para poder reorganizarse. En este punto, la Alianza Rebelde ha establecido una nueva base secreta en el remoto planeta helado de Hoth. Darth Vader, obsesionado por encontrar a Luke Skywalker, ha enviado miles de sondas espaciales por toda la galaxia. Una de ellas llega hasta Hoth y es vista por Luke, quien cree que se trata de un meteorito y se dirige a inspeccionar el lugar en el que ha caído, cuando es atacado sorpresivamente por un wampa. Mientras tanto, el ex-contrabandista Han Solo, extrañado por la tardanza de su amigo, decide ir a buscarlo pese al riesgo que implica, debido a las bajas temperaturas del planeta. Por otro lado, Luke logra escapar de ser devorado por el wampa haciendo uso de la Fuerza para alcanzar su sable de luz y cortarle un brazo a la bestia, pero en su huida cae agotado en el inmenso desierto de hielo y tiene una visión de Obi-Wan Kenobi, quien le indica que debe ir al planeta Dagobah para finalizar su entrenamiento Jedi con el maestro Yoda. Por suerte, Han localiza a Luke y construye un refugio improvisado para pasar la noche y protegerse del frío. Al día siguiente son encontrados por sus compañeros del Escuadrón Pícaro y de regreso a la base rebelde, Luke se recupera de sus heridas en un tanque de bacta.
Los rebeldes localizan una sonda imperial merodeando en las inmediaciones de la base y es destruida por Han y Chewbacca, lo que accidentalmente alerta al Imperio. Mientras tanto en la orbita del planeta, Darth Vader comienza a desplegar el ataque contra las tropas rebeldes, pero como el almirante Ozzel, quien comanda la gigantesca nave insignia de Vader, el destructor estelar Ejecutor, se apresura en sacar a la armada del hiperespacio y alerta a las tropas rebeldes de su presencia, lo que en su defecto termina costándole su vida a manos de Darth Vader, quien lo termina estrangula por medio de la Fuerza. A su vez, Darth Vader asciende al capitán Firmus Piett al rango de almirante, para que reemplace al desafortunado Ozzel, cargo que Piett se ve obligado a aceptar a pesar del miedo.
Una vez en Hoth y con las tropas rebeldes alertadas, se produce la batalla. El Imperio ha sopesado un ataque aéreo pero finalmente se decanta por un ataque en tierra con los caminantes imperiales AT-AT aunque la rebelión se defiende con sus guarniciones de Snowspeeder y sus armas, no consiguen derrotar al Imperio. Luke pilota uno de ellos y enlazó las piernas de los caminadores con los arpones de varios Snowspeeder, aunque finalmente es alcanzado por una descarga láser y cae. Finalmente es capaz de introducir un explosivo dentro de un caminante imperial y también  lo destruye. La idea de Luke sin embargo es usada por su compañero Wedge Antilles quien ata las extremidades de uno de los vehículos con un arpón, derribándolo y exponiendo su zona débil a los disparos de los speeders.
La defensa finalmente fracasa aunque gracias al cañón de iones algunas naves imperiales han sido destruidas, facilitando la huida de los rebeldes. En ese momento la flota rebelde fija curso hacia el punto de encuentro, menos Luke que viaja a Dagobah y el Halcón Milenario, cuyo hiperpropulsor queda dañado por el ataque imperial. La nave, ocupada por la princesa Leia Organa, Han, Chewbacca y el droide C-3PO se interna en un campo de asteroides. Allí, logran evadir al Imperio adentrándose en el cráter de un asteroide particularmente grande. Allí se ocupan de intentar reparar el hiperpropulsor. Mientras están dentro, Han y Leia comparten un momento íntimo y ambos se besan por primera vez, aunque son interrumpidos por C-3PO.
Mientras, a bordo del Ejecutor, Darth Vader es contactado por el Emperador Palpatine para indicarle el propósito de destruir al hijo de Anakin Skywalker, citándolo como una seria amenaza para el Imperio Galáctico y para los Sith. Por otro lado Darth Vader, conocedor de su procedencia decide convencer al Emperador de que sería mejor opción tenerlo de su lado, convirtiéndolo al Lado Oscuro de la Fuerza.
Mientras tanto, en el cráter del asteroide, un ataque de Mynocks altera a los pasajeros del Halcón Milenario. Han dispara una descarga con su blaster y el asteroide empieza a moverse. Finalmente se da cuenta de que no están en una cueva, sino que el túnel resulta ser el interior de un exogorth, un gusano espacial gigante. Esto obliga al Halcón a salir del asteroide y enfrentarse a la flota imperial. Mientras tanto, para disgusto del Almirante Piett y el resto del personal del imperio, Darth Vader contrata a seis cazarrecompensas, entre ellos el célebre Boba Fett, a bordo del Ejecutor y promete una gran recompensa a quien localice al Halcón Milenario y a sus tripulantes y se los traiga ante el con vida.
En una gran maniobra de Han, logran esconderse justo detrás de la torre de vigilancia del destructor estelar Vengador. El capitán de la misma, Lorth Needa, se disculpa personalmente con Darth Vader por haber perdido a los rebeldes, este acepta la disculpa después de asesinarlo con la Fuerza. La tripulación, aún con el Halcón acoplado al Vengador, decide partir hacia el planeta Bespin, pasando desapercibidos al radar del destructor estelar entre sus desperdicios, pero Fett logra percatarse del truco y los sigue para localizar su trayectoria. Una vez en el planeta Bespin, se reúnen con Lando Calrissian, viejo amigo de Han (y anterior dueño del Halcón Milenario) en la Ciudad de las Nubes, para reparar el hiperpropulsor, donde son recibidos con grandes lujos, a excepción de C-3PO, quien es misteriosamente destruido poco después de llegar y sus piezas son recuperadas poco después por Chewbacca.
En paralelo a las peripecias de Han y compañía, el joven Luke, acompañado por el droide R2-D2, llega al planeta Dagobah aterrizando de emergencia su X-Wing en un pantano. Establece un campamento, pero es sorprendido por una pequeña y molesta criatura verde que le promete guiarlo hasta la casa de Yoda. A raíz de eso, Luke lo sigue y descubre que, para su sorpresa que esta criatura verde es en realidad el Maestro Yoda. En un principio, Yoda es reacio a entrenar a Luke en el conocimiento de la Fuerza, pero la voz de Obi-Wan intercede, alegando que él también era un joven con la cabeza distraída cuando fue entrenado, a lo que Yoda no puede negarse y comienza a instruir a Luke en los caminos de la Fuerza.
Yoda le da a Luke grandes lecciones de sabiduría, como que el tamaño no importa (cabe destacar que Yoda mide 0,56 m), el origen y la omnipresencia de la Fuerza y la diferencia entre el lado luminoso y el oscuro. Durante el entrenamiento, Yoda insta a Luke a entrar en una cueva dominada por el lado oscuro, en donde Luke se enfrenta a Vader en una visión y, para su confusión, ve su propio rostro bajo la máscara de Vader. Yoda le enseña a su joven aprendiz cómo poder levitar a través de la Fuerza, la nave X-Wing atascada en el pantano, cosa que Luke no logró debido a su incredulidad. Durante una meditación, Luke logra ver el futuro: Leia y Han sufriendo en una Ciudad de las Nubes. Habiendo visto eso, Luke decide ir a rescatarlos, ignorando las advertencias de Yoda y de Obi-Wan (quien vuelve al mundo en forma de fantasma de la fuerza). Obi-Wan se lamenta, diciendo que Luke era su última esperanza, pero Yoda responde que existe otra.
El Imperio, alertado por Boba Fett, había llegado a Bespin poco antes que la tripulación del Halcón. Han, Leia y Chewbacca pronto descubren que Lando había hecho un trato para mantener al Imperio alejado a cambio de que entregase a Han y los demás a Darth Vader, el cual espera usarlos de carnada, para que así Luke acuda a rescatarlos cuando conozca su paradero. Antes de que el joven Skywalker llegue al planeta, Darth Vader decide primero probar la cámara de congelación en carbonita (con la que planea capturar a Luke) con Han para ver si la misma funciona bien y posteriormente entregarlo al cazarrecompensas Boba Fett para que este cobrase la recompensa que Jabba el Hutt había puesto sobre Han, por su parte Boba en un principio esta algo nervioso de que la prueba tenga éxito, esto en caso de que algo saliera mal y Han muriese en el proceso, Sin embargo Darth Vader por su parte le responde que en caso de que ocurra algún evento fortuito en la prueba y Han muriese en la misma, el Imperio Galáctico se encargara de compensárselo monetariamente de ser necesario, por lo que Boba acepta los términos del lord Sith y deja de insistir. Antes de ser congelado, Leia revela sus verdaderos sentimientos hacia Han y este último también se lo confiesa a Leia. Posteriormente Han es bajado a la cámara de congelación y activan la máquina, la cual momentos después saca una enorme placa de carbonita con el cuerpo congelado de Han, posteriormente Lando revisa la enorme placa para comprobar que el proceso salió bien y este les asegura que por suerte la máquina funcionó a la perfección y los signos vitales de Han están bien y ahora esta en perfecta hibernación, por lo que Vader le menciona a Boba que puede proceder a llevarse a Han y dan por concluido sus negocios con este cazarecompenzas, luego ordena preparar la cámara de congelación para la llegada de Luke y también ordena que trasladen a Leia, Chewbacca y C-3PO a su nave, sin embargo Lando protesta esta última decisión, ya que eso no era parte del trato que acordaron, sin embargo Darth Vader menciona fuertemente que no intente entrometerse en los asuntos del Imperio Galáctico o de lo contrario lo pagara muy caro. Luego de ver todo lo ocurrido, Lando se arrepiente de su decisión y ayuda a Leia, Chewbacca y C-3PO (quien aún está parcialmente destrozado en pedazos) a escapar. Aunque tratan de rescatar a Han de las manos de Boba Fett, este último ya abandona el planeta con su recompensa unos momentos antes en su nave, el Esclavo I. Ante esta situación, Lando, Leia, Chewbacca y C-3PO se ven obligados a huir en el Halcón Milenario, aunque desconocen que su hiperpropulsor había sido desactivado de nuevo por el Imperio para evitar que escaparan.
Mientras tanto, Luke llega poco después a la Ciudad de las Nubes a bordo de su X-Wing y se enfrenta a Darth Vader en un duelo de sables de luz, en medio del combate con Darth Vader, este último consigue hacer que Luke se resbale a la cámara de congelación de carbonita, sin embargo Luke consigue escapar antes de que la máquina se active y continua su feroz combate de sables de luz contra el malvado lord Sith, pero el combate finaliza cuando Darth Vader en un movimiento rápido consigue cortarle la mano derecha a Luke, con la cual sostenía su sable de luz, dejando desarmado y acorralado a Luke. Justo en ese momento, Darth Vader le dice a que se rinda, ya que no tiene escapatoria y le pide a Luke que se una a su causa y donde también le revela a Luke que Obi-Wan no le contó toda la verdad sobre su padre y que en realidad, él es su padre. Al oír esto, Luke empieza a gritar de desesperación creyendo que todo era una mentira y que era imposible que su padre se volviera un asesino y un monstruo que trabaja para el Imperio Galáctico, pero Darth Vader le asegura que le esta diciendo la verdad y le ofrece a su hijo que se una a él para derrotar al Emperador Palpatine y gobernar la galaxia justos como padre e hijo, sin embargo el joven en última instancia se niega a unirse a su causa y en su defecto decide saltar hacia el vacío. En plena caída, Luke entra en un ducto de ventilación y sale al exterior donde consigue agarrarse a una antena en la zona baja de la Ciudad de las Nubes y se comunica con Leia mediante la Fuerza. El Halcón Milenario acude en su rescate y al salir de la atmósfera de Bespin, R2-D2 reactiva la hiperpropulsor de la nave y consiguen escapar del Ejecutor, dejando a un temeroso Almirante Piett solo para enfrentar la ira silente de Darth Vader. Poco después, el Halcón se reúne con la Flota de la Rebelión en las fronteras de la galaxia. A bordo de una fragata médica, Luke recibe una prótesis robótica para reemplazar su mano derecha orgánica perdida en la batalla previa con Darth Vader, donde momentos después Lando les promete a la princesa Leia y Luke que encontrarán a Han. Finalmente Lando y Chewbacca parten en busca de Han a bordo del Halcón Milenario en dirección al planeta Tatooine.

## Reparto
- Mark Hamill como Luke Skywalker, un Jedi en entrenamiento que es sensible a la Fuerza.
- Carrie Fisher como la Princesa Leia, es la líder de la Alianza Rebelde.
- Harrison Ford como Han Solo, un contrabandista y capitán del Halcón Milenario.
- Billy Dee Williams como Lando Calrissian, administrador de la Ciudad Nube y un viejo amigo de Han Solo.
- Anthony Daniels como C-3PO, un androide de protocolo de Luke.
- David Prowse como Darth Vader, un Lord Sith y el padre de Luke y Leia. James Earl Jones regresa como la voz de Vader (sin acreditar inicialmente, pero el crédito es dado en la Edición Especial).
- Peter Mayhew como Chewbacca, un wookie y amigo leal a Han Solo.
- Kenny Baker como R2-D2, un droide astromecánico de color blanco y azul que pertenece a Luke.
- Frank Oz como Yoda, un Maestro Jedi auto-exiliado que vive en el planeta Dagobah. Oz fue asistido por varios otros artistas, entre ellos Kathryn Mullen, David Barclay, Wendy Froud, y Deep Roy.[8]
- Alec Guinness como Obi-Wan (Ben) Kenobi, el fallecido maestro de Luke que traspaso las barreras de la muerte hecho un fantasma.
- Jeremy Bulloch como Boba Fett, un cazarrecompensas contratado por el imperio. Jason Wingreen proporcionó la voz de Fett en el corte de teatro original de la película y en la edición especial de 1997. En las ediciones especiales de 2004 y 2011, Temuera Morrison, quien interpretó a Jango Fett en El Ataque de los Clones y el Comandante Cody en La Venganza de los Sith, sustituye a Wingreen como la voz de Fett.[9][10]
- Denis Lawson como Wedge Antilles, un gran piloto perteneciente a la alianza rebelde que maneja hábilmente una X-Wing.
- Michael Sheard como el Almirante Ozzel, un almirante superior de la marina imperial, quien es asesinado por Vader.
- Kenneth Colley como el Almirante Piett, un almirante superior de la marina imperial en reemplazo de Ozzel.
- Michael Culver como el Capitán Needa, un alto oficial de la armada imperial que no pudo atrapar el Halcón Milenario pagando con su vida.
- Elaine Baker como el Emperador Palpatine, es un envejecido gobernante del Imperio Galáctico y un Maestro del lado oscuro, es el maestro del Lord Sith Darth Vader. Clive Revill se encarga en ponerle la voz y el actor Ian McDiarmid, que interpretó al emperador en El regreso del Jedi, la trilogía precuela y el episodio 9, sustituye tanto a Baker y Revill como el emperador en las ediciones especiales de 2004 y 2011.[11]
- Julian Glover como General Veers, un general imperial que dirige al imperio en la batalla de Hoth.
- Christopher Malcolm como Zev Senesca, un piloto de snowspeeder quien encuentra a Luke.
- John Ratzenberger como el Mayor Bren Derlin, uno de los oficiales que lideró a los rebeldes en la batalla de Hoth.
- Bruce Boa como el general Rieekan, un consejero militar de la princesa Leia en Hoth.

## Doblaje
| Personaje            | Actor original                                                                        | Actor de doblaje España                                     | Actor de doblaje Los Ángeles (Doblaje original 1980) | Actor de doblaje México (Redoblaje 1997-2004, diálogos de Jesús Barrero y Gerardo Reyero) |
| -------------------- | ------------------------------------------------------------------------------------- | ----------------------------------------------------------- | ---------------------------------------------------- | ----------------------------------------------------------------------------------------- |
| Luke Skywalker       | Mark Hamill                                                                           | Salvador Vidal                                              | Salvador Nájar                                       | Jesús Barrero                                                                             |
| Han Solo             | Harrison Ford                                                                         | Camilo García                                               | Rodolfo Vargas                                       | Gerardo Reyero                                                                            |
| Darth Vader          | David Prowse James Earl Jones (voz)                                                   | Constantino Romero                                          | Isidro Olace                                         | Federico Romano                                                                           |
| Princesa Leia Organa | Carrie Fisher                                                                         | María Luisa Solá                                            | Magdalena Leonel                                     | Mónica Manjarrez                                                                          |
| Ben (Obi-Wan) Kenobi | Sir Alec Guinness                                                                     | Luis Posada Mendoza                                         | Juan García                                          | Jorge Fink                                                                                |
| C-3PO                | Anthony Daniels                                                                       | Miguel Ángel Valdivieso                                     | Hannibal Brown                                       | Carlos del Campo                                                                          |
| Emperador Palpatine  | Marjorie Eaton Clive Revill (voz 1980) Ian McDiarmid (voz y aspecto físico 2004-2011) | Juan Manuel Soriano (voz 1980) Jordi Dauder (voz 2004-2011) | Arturo Sáenz                                         | Ricardo Lezama (voz 1997) Jesús Colin (voz 2004-2011)                                     |
| Yoda                 | Frank Oz                                                                              | Alberto Trifol                                              | Arturo Mercado                                       | Arturo Mercado                                                                            |
| Lando Calrissian     | Billy Dee Williams                                                                    | Francisco Garriga                                           | Arturo Mercado                                       | Arturo Mercado                                                                            |
| Boba Fett            | Jeremy Bulloch Jason Wingreen (voz 1980) Temuera Morrison (voz 2004-2011)             | Miquel Cors                                                 | Antonio Rosas de la Raja                             | Armando Réndiz                                                                            |
| Almirante Piett      | Kenneth Colley                                                                        | Jesús Ferrer                                                | Antonio Raxel                                        | Gabriel Pingarrón                                                                         |
| Capitán Needan       | Michael Culver                                                                        | Juan Lluch                                                  | Jamie John Gil                                       | Carlos Águila                                                                             |
| Almirante Ozzel      | Michael Sheard                                                                        | José María Angelat                                          | Jorge García                                         | Armando Réndiz                                                                            |

Créditos técnicos (España)
- Estudio de Doblaje: Parlofilms, Barcelona
- Director de Doblaje: Alberto Trifol
- Grabación y mezcla de Diálogos: Alberto Trifol
- Producción de Doblaje: In-Cine

Créditos técnicos (Los Ángeles)
- Estudio de Doblaje: ESM International Dubbing, Los Ángeles
- Director de Doblaje:  Rubén Arvizu, Salvador Nájar, Paco Rodríguez
- Traductor: Rubén Arvizu
- Producción de Doblaje: 20th Century Fox

Créditos técnicos (México)
- Estudios de Doblaje: Audiopost, Ultra Video, Procineas S.C.L., México D. F.
- Director de Doblaje: Carlos Pontón y Javier Rivero
- Traductor: Rubén Arvizu
- Producción de Doblaje: Carlos Pontón y Jesús Barrero
- Producción Ejecutiva: Eduardo Giaccardi
- Producción de Doblaje: 20th Century Fox

## Producción

### Desarrollo
Tras el inesperado éxito financiero y el fenómeno cultural de Star Wars (1977), rápidamente se puso en producción una secuela.  En caso de que Star Wars hubiera fracasado, el creador George Lucas había contratado a Alan Dean Foster para escribir una secuela de bajo presupuesto (más tarde publicada como la novela Splinter of the Mind's Eye). Una vez que el éxito de los logros de Star Wars fue evidente, Lucas se mostró reacio a dirigir la secuela debido al estrés de hacer la primera película y su impacto en su salud. La popularidad de la película resultó en una mayor atención sobre Lucas, tanto positiva como negativa, lo que le brindó riqueza y fama, pero también muchas personas que querían el respaldo financiero de Lucas o simplemente amenazarlo. 
Consciente de que la secuela necesitaba exceder el alcance del original, convirtiéndola en una producción más grande, y que su compañía de efectos de producción Lucasfilm era relativamente pequeña y operaba desde una oficina improvisada, Lucas consideró vender el proyecto a 20th Century-Fox a cambio de un porcentaje en las ganancias. Se había beneficiado sustancialmente de Star Wars y no necesitaba trabajar, pero estaba demasiado involucrado en su creación para confiársela a otros.  Lucas tenía conceptos para la secuela pero no una estructura sólida. Sabía que la historia sería más oscura y exploraría temas más maduros, las relaciones y la naturaleza de la Fuerza.  Lucas tenía la intención de financiar la producción de forma independiente, utilizando sus ganancias de $12 millones de Star Wars para reubicar y expandir su compañía de efectos especiales Industrial Light & Magic (ILM) y establecer su rancho cinematográfico Skywalker en el condado de Marin, California, y el resto como garantía para un préstamo del Bank of America por el presupuesto de 8 millones de dólares.  
Fox tenía derecho de primera negociación y de negarse a participar en cualquier posible secuela. Las negociaciones comenzaron a mediados de 1977 entre el estudio y los representantes de Lucas. Fox ya le había dado a Lucas un interés mayoritario en el merchandising y las secuelas de la serie porque pensaba que Star Wars no tendría ningún valor.  Los términos se acordaron rápidamente para la secuela en comparación con el original, en parte porque el ejecutivo de Fox, Alan Ladd Jr., había apoyado el original y estaba ansioso por la secuela.  El contrato de 100 páginas se firmó el 21 de septiembre de 1977, dictando que Fox distribuiría la película pero no tendría aportaciones creativas, a cambio del 50% de las ganancias brutas de los primeros 20 millones de dólares  obtenidos, y el porcentaje aumentaría a 77,5% a favor de los productores si superaba los $100  millones. El rodaje tenía que comenzar en enero de 1979 para estrenarse el 1 de mayo de 1980. El acuerdo ofrecía la posibilidad de obtener ganancias financieras significativas para Lucas, pero corría el riesgo de arruinarse financieramente si la secuela fracasaba. 
Para mitigar parte del riesgo, Lucas fundó The Chapter II Company para controlar el desarrollo de la película y absorber sus pasivos.  Firmó un contrato entre la empresa y Lucasfilm, otorgándose el 5% de los beneficios brutos de taquilla. También fundó Black Falcon para licenciar los derechos de comercialización de Star Wars, utilizando los ingresos para subsidiar sus proyectos en curso.  El desarrollo comenzó en agosto de 1977, bajo el título Star Wars Capítulo II. 
Lucas consideró reemplazar al productor Gary Kurtz por Howard Kazanjian porque Kurtz no había cumplido con su papel y dejó problemas sin resolver durante el rodaje de Star Wars. Kurtz lo convenció de lo contrario aprovechando su larga lealtad a Lucas y su conocimiento de la propiedad de Star Wars.  Lucas asumió el papel de productor ejecutivo, lo que le permitió centrarse en sus negocios y en el desarrollo de En busca del arca perdida (1981). A finales de 1977, Kurtz comenzó a contratar miembros clave del equipo, incluido el diseñador de producción Norman Reynolds, el consultor John Barry, el maquillador Stuart Freeborn y el primer asistente de dirección David Tomblin.  Lucas volvió a contratar a los artistas Ralph McQuarrie y Joe Johnston para mantener la coherencia visual con Star Wars, y los tres comenzaron a conceptualizar la batalla de Hoth en diciembre.  En este punto, el presupuesto había aumentado a 10  millones de dólares.  Lucas quería un director que apoyara el material y aceptara que él estaba en última instancia a cargo.  Consideró alrededor de 100 directores, entre ellos Alan Parker y John Badham, antes de contratar a su viejo conocido Irvin Kershner en febrero de 1978.  Kershner se mostró reacio a dirigir la secuela de una película tan exitosa como Star Wars, y sus amigos le advirtieron que no aceptara el trabajo, creyendo que lo culparían si fracasaba.  Lucas convenció a Kershner de que no era tanto una secuela sino un capítulo de una historia más amplia; también le prometió que podría hacer la película a su manera.

### Guion

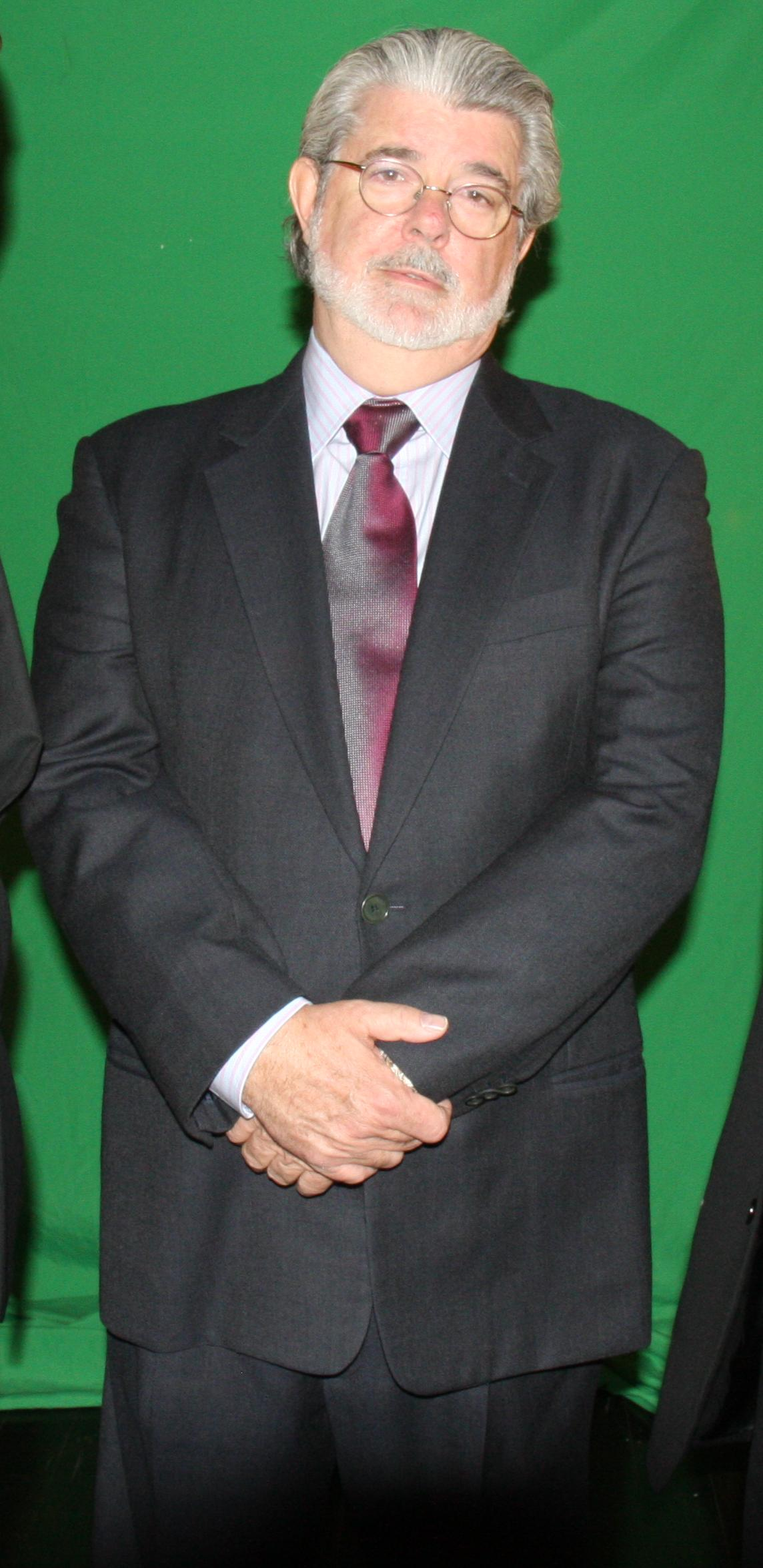
George Lucas, creador de Star Wars.

En un principio, Lucas no tenía en mente realizar una serie de cintas sobre Star Wars. De hecho, el guion definitivo de la primera entrega pasó por cambios que lo volvieron más concluyente y sustancial al mismo tiempo, concluyendo precisamente con la aniquilación del Imperio a partir de la destrucción de la Estrella de la Muerte, Sin embargo, poco antes Lucas determinó que sería la primera entrega en una serie de aventuras, confirmando a la vez que Star Wars no habría de ser la primera en la cronología, sino la inaugural de una segunda trilogía en la saga completa. Lo anterior se menciona de forma explícita en el prólogo de la reedición de la novela de Alan Dean Foster Splinter of the Mind's Eye, reedición de 1994:

No mucho tiempo después de que comenzara a escribir Star Wars, concluí que la historia daba para más de lo que una simple película podía dar cabida. Mientras completaba la saga de los Skywalker y los caballeros Jedi, empecé a visualizarlo como un relato que tomaría lugar en, por lo menos, nueve películas —tres trilogías— y decidí continuar justo entre los hechos precedentes y los sucesivos, partiendo entonces con la historia intermedia.
George Lucas

Cabe señalar que el segundo borrador contenía el adelanto de una continuación inédita: La Princesa de Ondos. Tras la conclusión del tercer escrito, Lucas tardó algunos meses más en negociar un contrato para obtener los derechos correspondientes para la realización de dos secuelas más. Más o menos en ese mismo período, se encontró con el escritor Alan Dean Foster, a quien contrató para adaptar dichas secuelas a manera de novelas. La intención de todo ello era que si Star Wars resultaba exitosa, el director podría adaptar esas novelas en guiones. Asimismo, poco después desarrolló un esquema general de toda la historia de la saga para apoyarse durante el proceso de redacción de cada secuela.
Una vez que Star Wars alcanzó el éxito tanto en recaudaciones como en críticas, Lucas decidió usar el filme como base para un serial más elaborado. Sin embargo, dicho proyecto fue finalmente cancelado. A pesar de esto, su idea inicial consistía en instituir un centro independiente de filmación —hoy en día, el Rancho Skywalker—. Para ello, vio en la serie una manera viable de financiación. Por otra parte, Foster ya había empezado a escribir la primera novela a manera de continuación de Star Wars, así que Lucas optó por adaptar la obra de Foster en ese mismo instante; el libro fue publicado al año siguiente bajo el título Splinter of the Mind's Eye. Al principio, el cineasta no veía una serie con un determinado número de filmes, sino que la concebía simplemente como una franquicia tipo James Bond. En una entrevista concedida a Rolling Stone en agosto de 1977, mencionó que su intención era que cada uno de sus amigos dirigiera una película a la vez, con tal de ofrecer su propio estilo a la serie. Asimismo, dijo que las escenas donde Darth Vader se convierte al lado oscuro, mata al padre de Luke y pelea con Ben Kenobi en un volcán mientras la República cae bajo el dominio imperial, eran buenas ideas para realizar la secuela.
Ese mismo año, Lucas contrató a la escritora de ciencia ficción Leigh Brackett para que se encargara de redactar Star Wars II junto a él. A finales de noviembre de 1977, ambos ofrecieron conferencias de prensa para mostrar los avances en la historia, habiendo para entonces producido Lucas un boceto escrito a mano y denominado The Empire Strikes Back. En realidad, este era muy parecido a la última película de la trilogía original (Return of the Jedi), excepto que, en este, Darth Vader jamás revela que es el padre de Luke. En el primer escrito creado por Brackett, el padre de Luke aparece como un espíritu que orienta a su hijo.
Brackett terminó su primer borrador a principios de 1978; Lucas afirmó luego que se sentía decepcionado del escrito, aunque antes de que pudiera discutirlo con la guionista, esta falleció a causa de un cáncer. Sin otro escritor disponible en esos momentos, el cineasta tuvo que escribir el siguiente borrador por cuenta propia. De hecho, fue aquí donde utilizó por primera vez el término «Episodio» para enumerar cada una de sus cintas; así, en ese entonces, designó a Empire Strikes Back como Episodio II. Al respecto, Michael Kaminski, en The Secret History of Star Wars, menciona que la desilusión en torno al guion de Brackett, pudo haber sido la causa de que Lucas tomara un rumbo distinto en cuanto a la historia. Así, hizo uso de un nuevo giro argumental: Darth Vader revela que es el padre de Luke. Según el propio George Lucas, haber escrito ese borrador fue una experiencia agradable, en comparación al año pasado, el cual fue problemático en cuanto a la redacción de la primera parte. Poco después, redactó un par adicional de escritos, ambos terminados para abril de 1978. Asimismo, dio un toque más oscuro a la historia, al incorporar la escena donde Han Solo queda aprisionado en carbonita, dejando su vida a la suerte.
El nuevo rumbo tomado en el relato a partir de la designación de Darth Vader como el padre de Luke tuvo efectos drásticos en Star Wars. Según Kaminski, la conexión familiar entre el villano y el héroe difícilmente pudo haberse discutido con seriedad, o incluso ser concebida, antes de 1978, así que la primera película claramente describe eventos alternativos en los que Vader está lejos de ser el padre de Luke. Tras escribir el segundo y el tercer boceto de Empire Strikes Back, en los cuales se incorporó este acontecimiento, Lucas propuso nuevas modificaciones a la historia: «Anakin había sido en un pasado el brillante aprendiz de Ben Kenobi; a su vez, el primero tuvo un hijo llamado Luke, pero poco antes habría de ser llamado al lado oscuro por el emperador Palpatine (quien pasa a ser un Sith y no un político ordinario). Entonces, Anakin se enfrenta a su maestro en un volcán y resulta herido, para luego ser resucitado como Darth Vader. Mientras tanto, Ben Kenobi oculta a Luke en Tatooine, momento para el cual la República se convierte en el Imperio y Vader comienza la caza de los caballeros Jedi».
Con estos giros argumentales, Lucas decidió que la serie pasaría a ser una trilogía, cambiando en el siguiente borrador a Empire Strikes Back de «Episodio II» a «Episodio V». Lawrence Kasdan, quien acababa de terminar el guion de Raiders of the Lost Ark, fue contratado para escribir los siguientes bocetos, obteniendo inclusive más detalles de la historia a partir del director Irvin Kershner. Kasdan, Kershner y el productor Gary Kurtz concibieron a esta parte en particular como más seria y adulta, siendo ayudada en gran parte por la nueva historia más oscura que, prácticamente, redefinió los orígenes con los que había surgido la primera película. El fatalismo que desprende la película, que la hace más creíble, está inspirado en las raíces judías de su director y coguionista, Irvin Kershner, oriundo de la próspera comunidad judía de Filadelfia.[cita requerida]

### Casting
Hamill (Luke), Fisher (Leia), Ford (Han), Mayhew (Chewbacca) y Baker (R2-D2) retomaron sus papeles de Star Wars.  Hamill y Fisher fueron contratados para una segunda, tercera y cuarta película, pero Ford había rechazado términos similares debido a malas experiencias anteriores; aceptó regresar porque quería mejorar su actuación en Star Wars.  Hamill pasó cuatro meses haciendo culturismo y aprendiendo kárate, esgrima y kendo para prepararse para sus acrobacias. 
Prowse dudó en regresar como Darth Vader porque, como estaba escondido detrás de un disfraz, creía que el papel ofrecía poca seguridad laboral; Regresó después de que le dijeran que más retrasos provocarían su reemplazo. Jones volvió a poner voz a Vader pero, al igual que con Star Wars, declinó un crédito porque se consideraba "efectos especiales" para el desempeño físico de Prowse. Ganaba 15.000 dólares por medio día de trabajo, más un pequeño porcentaje de las ganancias. Daniels regresó por un pago "razonable"; se mostró reacio porque había recibido poco reconocimiento público por su actuación anterior como C-3PO porque los realizadores retrataron al droide como un ser real.  Guinness no pudo regresar como Obi-Wan porque su mala vista le obligaba a evitar las luces brillantes.  Se consideró refundirlo, pero, decidido a reclutarlo, Lucas aceptó un trato a fines de agosto de 1979, justo antes de que terminara la filmación. A Guinness le pagaron el 0,25% de la taquilla bruta de Empire por sus pocas horas de trabajo .
La película presenta a Billy Dee Williams como Lando Calrissian, el primer afroamericano en desempeñar un papel principal en la serie. Encontró el personaje interesante por su capa y apellido armenio; Williams creía que esto le daba espacio para desarrollar el personaje. Williams dijo que Lando se parecía mucho a él: un "tipo genial".  Creía que era un papel simbólico, pero le aseguraron que no estaba escrito específicamente para un actor negro.  Kershner dijo que Williams tenía el fantástico encanto de un "estafador de barcos del río Mississippi".  Howard Rollins, Terry Alexander, Robert Christian, Thurman Scott y Yaphet Kotto también fueron considerados para el papel. Yoda fue interpretado y titiritado por Frank Oz, con la ayuda de Kathryn Mullen, David Barclay y Wendy Froud.  Lucas tenía la intención de doblar la voz de Yoda de Oz, pero decidió que sería difícil elegir a alguien que pudiera igualar su voz con la actuación física de titiritero de Oz.

## Rodaje

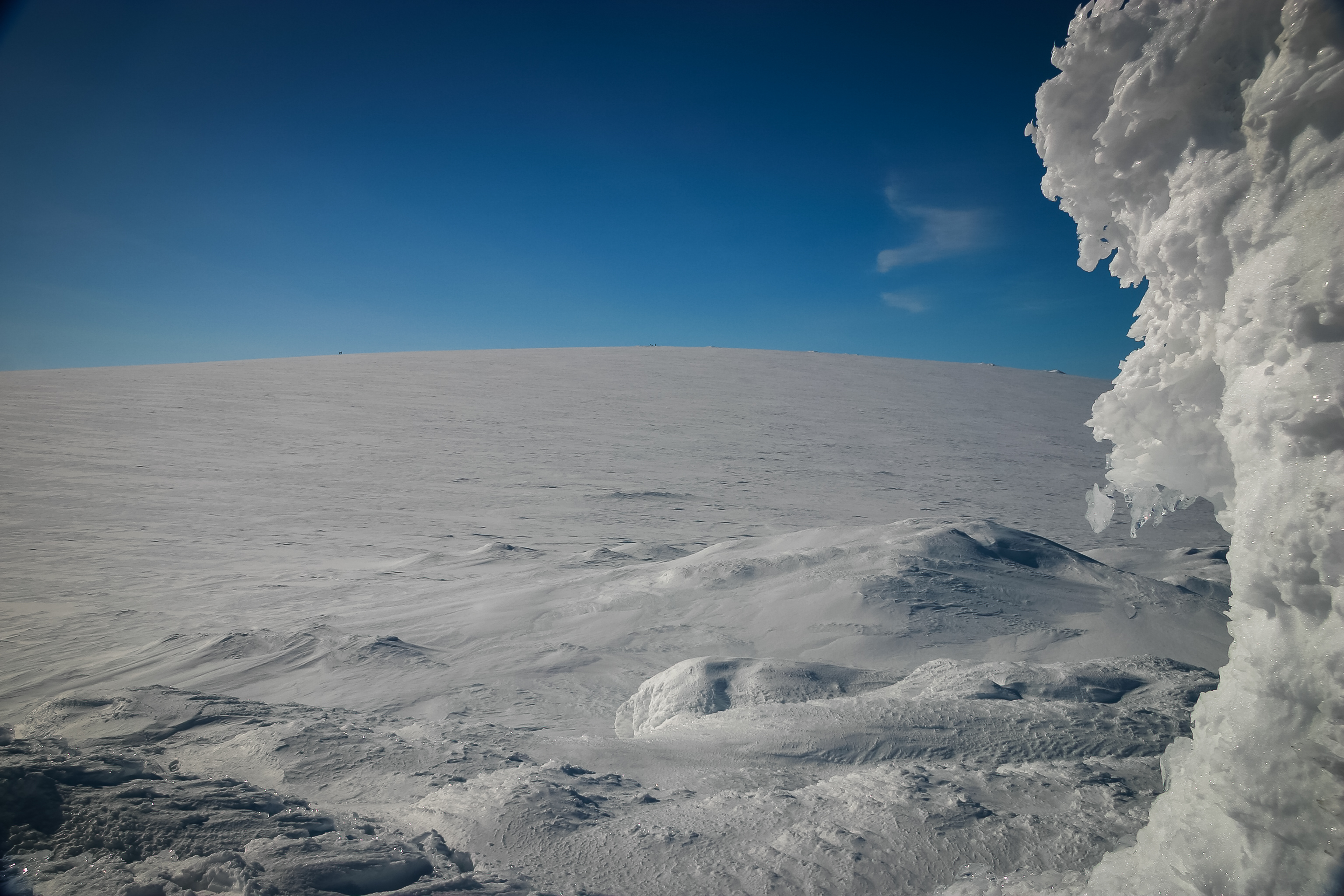
El glaciar Hardangerjøkulen fotografiado en 2007. Sirvió como el exterior del planeta Hoth.

La fotografía principal comenzó el 5 de marzo de 1979 en el área de Finse (Noruega) que representa el planeta Hoth.  Inicialmente programado para concluir el 22 de junio, al final de la primera semana era obvio que llevaría más tiempo y costaría más. Se consideró filmar las escenas de Hoth en un set, pero se rechazó por no ser auténtico. El rodaje del lugar coincidió con la peor tormenta de nieve de la zona en medio siglo, lo que impidió la producción con tormentas de nieve, vientos de 40 millas por hora (64 km/h) y temperaturas de entre -26 °F (-32 °C) y - 38 °F (-39 °C).  El tiempo aclaró sólo dos veces; Algunos días el rodaje no pudo realizarse.  Las gélidas condiciones hicieron que la película de acetato se volviera quebradiza, las lentes de las cámaras se congelaron, la nieve se filtró en el equipo y la pintura de efectos se congeló en sus latas.  Para contrarrestar esto, las lentes se mantuvieron frías, pero el cuerpo de la cámara se calentó para proteger la película, la batería y las manos de los operadores de la cámara. Las avalanchas bloquearon las conexiones directas de transporte y cavaron trincheras que rápidamente se llenaron de nieve. Las escenas se pudieron preparar sólo con unas pocas horas de anticipación y muchas escenas se filmaron justo afuera del hotel del equipo, ya que el clima cambiante alteraba regularmente el escenario.
El rodaje principal tuvo lugar en los estudios Elstree de Londres, donde se construyeron escenarios como el de Dagobah, finalmente, terminaron a principios de 1980.

## Banda sonora

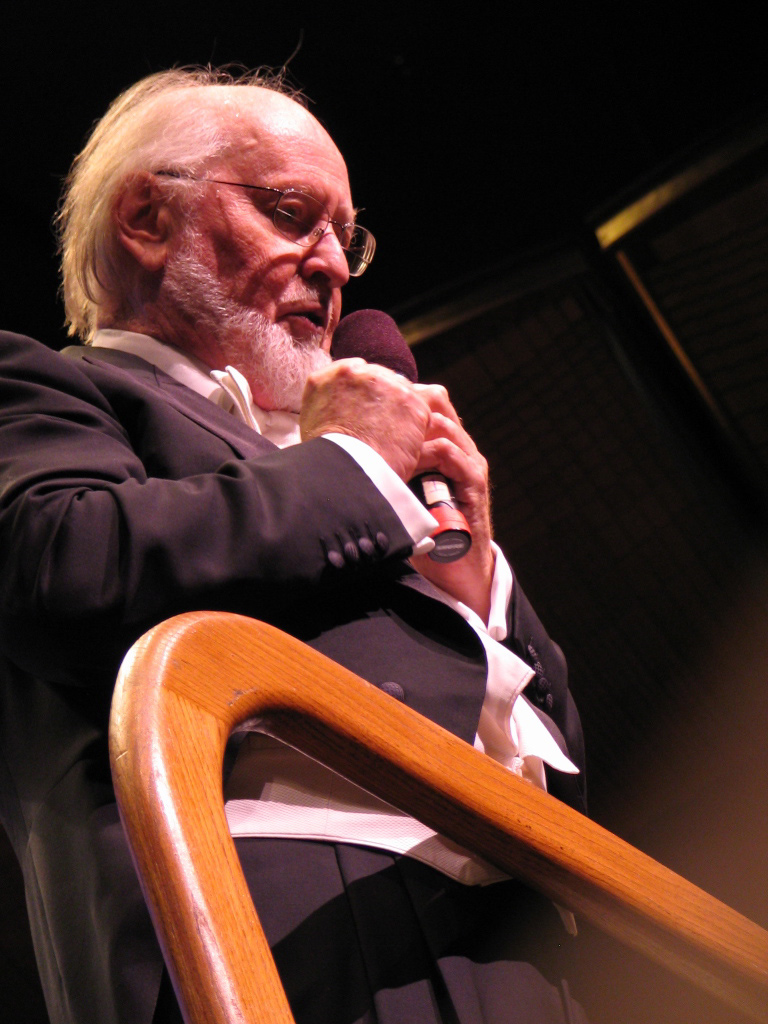
John Williams.

La banda sonora original está compuesta por John Williams quien dirige a la Orquesta Sinfónica de Londres y explora un poco más el terreno musical iniciado en la predecesora La guerra de las galaxias añadiendo nuevas composiciones fundamentales en la saga, entre ellas introduce la famosa Marcha Imperial como tema para el Imperio Galáctico y, principalmente, para Darth Vader. La banda sonora fue candidata a muchos premios (entre ellos un Oscar).

## Efectos especiales
La empresa de Lucas, Industrial Light & Magic, desarrolló los efectos especiales de The Empire Strikes Back a un costo de 8  millones de dólares, incluida la dotación de personal y la construcción de las nuevas instalaciones de la empresa en el condado de Marin.  El edificio todavía estaba en construcción cuando llegó el personal en septiembre de 1978, e inicialmente carecía del equipo que sería necesario para completar su trabajo. En comparación con las 360 tomas de efectos especiales de Star Wars, Empire requirió alrededor de 600. 
El equipo, supervisado por Richard Edlund y Brian Johnson, incluía a Dennis Muren, Bruce Nicholson, Lorne Peterson, Steve Gawley, Phil Tippett, Tom St. Amand, y Nilo Rodis-Jamero.  Hasta 100 personas trabajaron en el proyecto diariamente, incluido Stuart Freeborn, quien fue responsable principalmente de crear la marioneta de Yoda.  Se utilizaron varias técnicas, incluidas miniaturas, pinturas mate, stop motion, modelos articulados y vehículos de tamaño completo, para crear los diversos efectos de la película.

## Lanzamiento

### Contexto
Los profesionales de la industria esperaban que las comedias y el entretenimiento positivo dominaran los cines en 1980 debido a la baja moral en los Estados Unidos causada por una recesión económica. En general, esto aumentó las visitas al cine a medida que el público buscaba el escapismo e ignoraba las películas románticas y las representaciones de la vida obrera. Un aumento del interés en la ciencia ficción después de Star Wars llevó a que muchas entradas de bajo presupuesto en el género intentaran sacar provecho de la asociación y entradas de gran presupuesto como Star Trek: The Motion Picture y The Black Hole, ambas lanzado apenas unos meses antes de El imperio contraataca.  No se esperaba que las secuelas funcionaran tan bien como sus originales, y había bajas expectativas para la comercialización.  Aun así, se concertaron acuerdos con Coca-Cola, Nestlé, General Mills y Topps coleccionables. 
Fox confiaba en la película y gastó poco dinero en publicidad, publicando pequeños anuncios en los periódicos en lugar de páginas completas. La investigación de mercado del estudio mostró que el 60% de los interesados en la película eran hombres.  Lucasfilm configuró un número de teléfono que permitía a las personas que llamaban escuchar un mensaje de los miembros del elenco.  Fox exigió una aparición mínima de 28 semanas en los cines, donde 12 semanas era la norma para las películas importantes.  Las estimaciones sugirieron que Empire necesitaba ganar 57,2 millones de dólares para ser rentable, después de los costos de marketing, distribución e intereses de los préstamos.

### Taquilla
The Empire Strikes Back debutó en el Dominion Theatre de Londres el 6 de mayo de 1980,  seguido de un estreno el 17 de mayo en el Kennedy Center de Washington D. C. Este evento contó con el elenco principal. Asistieron 600 niños, incluidos deportistas olímpicos especiales. Su estreno mundial tuvo lugar el 20 de mayo en el Odeon Leicester Square, Londres. Apodado "Día del Imperio", el evento incluyó actores vestidos con atuendos de Stormtrooper interactuando con personas de toda la ciudad.
En América del Norte, Empire abrió a mitad de semana el 21 de mayo, lo que dio paso al fin de semana festivo extendido del Día de los Caídos. El número de salas se limitó deliberadamente a 126 salas para que fuera difícil conseguir una entrada, generando así más atractivo, una estrategia utilizada con películas que se esperaba que recibieran un boca a boca positivo.  Ganó 1,3 millones de dólares durante su día de inauguración, un promedio de 10.581 dólares por sala. Empire ganó otros 4,9 millones de dólares durante el fin de semana y 1,5 millones de dólares durante el lunes festivo para un total de 6,4  millones de dólares, un promedio de 50.919 dólares por sala, lo que la convierte en la película número uno de ese fin de semana.
Empire ganó aproximadamente entre 181,4 y 209,4  millones de dólares, lo que la convierte en la película más taquillera del año, por delante de las películas de comedia 9 to 5 (103,3  millones de dólares), Stir Crazy (101,3  millones de dólares) y Airplane! (83,5  millones de dólares). Aunque ganó menos de los 221,3 millones de dólares de Star Wars, Empire fue considerada un éxito financiero, y los expertos de la industria estimaron que la película devolvió 120  millones de dólares a los realizadores,  recuperar la inversión de Lucas y saldar su deuda;  También pagó 5  millones de dólares en bonificaciones a los empleados.  Las cifras de taquilla no están disponibles para todos los estrenos fuera de América del Norte en 1980, aunque The New York Times informó que la película tuvo un buen desempeño en el Reino Unido y Japón. Según Variety, Empire ganó aproximadamente 192,1 millones de dólares, lo que le da a la película una recaudación mundial acumulada de 401,5 millones de dólares, lo que la convierte en la película más taquillera del año.  Empire no recibió la misma repetición que Star Wars, lo que Lucas atribuyó a su final no concluyente.

## Recepción
Tras su lanzamiento inicial, El Imperio Contraataca recibió críticas mixtas en comparación con la recepción positiva de Star Wars. La película apareció en cuarto lugar en las listas de las diez mejores películas del año de 24 críticos.  Las reacciones de los fanáticos fueron decididamente mixtas, preocupadas por el cambio de tono y las revelaciones narrativas, particularmente el amor de Leia por Han sobre Luke y su relación con Vader.
Algunos críticos creyeron que El Imperio Contraataca era una buena película pero no tan divertida como Star Wars.  Creían que el cambio de tono que presentaba material más oscuro y líneas argumentales más maduras restaba valor al encanto, la diversión y la tontería cómica del original. Joy Gould Boyum del Wall Street Journal, creía que era "absurdo" añadir peso dramático a la alegre Guerra de las Galaxias, despojándola de su inocencia. Al escribir para The Washington Post, Gary Arnold encontró interesantes las corrientes subterráneas más oscuras y la mayor escala narrativa porque creaban hilos más dramáticos para explorar. David Denby del New Yorker argumentó que era más espectacular que el original, pero carecía de su estilo camp.  Arthur Knight, de The Hollywood Reporter, creía que la novedad del original y la plétora de películas de ópera espacial producidas desde entonces hacían que Empire pareciera derivado; aun así, lo calificó como el mejor del género desde Star Wars. Al escribir para Time, Gerald Clarke creía que Empire superó a Star Wars en varios aspectos, incluido el de ser más interesante visual y artísticamente. Vincent Canby del New York Times lo llamó una experiencia más mecánica y con menos suspenso.

## Premios

### BAFTA Awards
| Año  | Categoría           | Nominada                              | Resultado |
| ---- | ------------------- | ------------------------------------- | --------- |
| 1981 | Original Film Music | The Empire Strikes Back John Williams | Ganadora  |

### Golden Globes
| Año  | Categoría                            | Nominados     | Resultado |
| ---- | ------------------------------------ | ------------- | --------- |
| 1981 | Best Original Score - Motion Picture | John Williams | Nominado  |

### Saturn Awards
| Año  | Categoría                 | Nominados                                               | Resultado |
| ---- | ------------------------- | ------------------------------------------------------- | --------- |
| 1980 | Best Science Fiction Film | The Empire Strikes Back                                 | Ganadora  |
| 1980 | Best Actor                | Mark Hamill The Empire Strikes Back                     | Ganador   |
| 1980 | Best Special Effects      | Briam Johnson and Richard Edlud The Empire Strikes Back | Ganador   |
| 1980 | Best Direction            | Irving Kershner The Empire Strikes Back                 | Ganador   |